# Palác Lucerna
Palác Lucerna je budova čp. 704, která se nachází mezi ulicemi Štěpánská a Vodičkova na pražském Novém Městě. Od 1. července 2017 je národní kulturní památkou České republiky.

## Architektura
Skelet budovy vznikal v letech 1907 až 1921 mimo jiné též podle návrhu Ing. Stanislava Bechyně a projektu J. Čamského a Václava Havla. Tuto stavbu realizoval stavitel Ing. Vácslav Havel (dědeček bývalého prezidenta České republiky Václava Havla). Palác měl původně sloužit jakožto hokejový stadion, ale již na počátku výstavby došlo ke zjištění, že pro tyto účely sál nevyhovuje především rozměrově a projekt musel být narychlo přepracován na velký společenský sál. Na tehdejší dobu se jednalo o velice unikátní stavbu, neboť to byla jedna z prvních železobetonových staveb v Praze vůbec s velmi originálně řešenou sklem zastřešenou pasáží. Také celkové architektonické řešení je zajímavé, stavba nese výrazné rysy doznívající pozdní secese a právě nastupujícího modernismu. Velmi pravděpodobným autorem fasády do Vodičkovy ulice č. 36/704 byl architekt – Osvald Polívka (1859–1931), jenž Vácslavu Havlovi navrhoval fasády jeho činžovních domů v Praze (Haštalská 6 a 8, Vězeňská 4, V Kolkovně 5,7, Myslíkova 4, Rašínovo nábřeží 70 a 78), které Havel vesměs prodal, aby mohl financovat stavbu Lucerny od r. 1905.

## Využití
Prakticky od ukončení výstavby a uvedení komplexu do provozu až do dnešních dob se jedná o významné kulturní a společenské středisko hlavního města, a to jak někdejšího Československa, tak i České republiky – konalo se zde nespočet koncertů, plesů, schůzí, konferencí, módních přehlídek, sportovních akcí (za První československé republiky např. turnaje v boxu či v zápasu). V komplexu se kromě Velkého sálu nachází také Mramorový sál, kino, bar a kavárna. V průběhu doby zde vystupovalo velké množství těch nejvýznačnějších umělců z Česka i ze zahraničí. Od počátku provozu také Pražané uvykli chodit do Mramorového sálu Lucerny na taneční kurzy.
Po roce 1989 byl Palác Lucerna v restituci navrácen rodině Havlových a nyní je v majetku bývalé manželky Ivana M. Havla, paní Dagmar Havlové.

## Velký sál
Jádrem komplexu je Velký sál Lucerny, jehož rozměry činí 54 metrů na délku, 25,5 metrů na šířku a 9 metrů na výšku. Velký sál zabírá celkem tři podzemní podlaží a pojme zhruba 2500 stojících a 1500 sedících diváků.
Využití sálu je pestré, od maturitních plesů přes koncerty, přednášky až po taneční soutěže apod.

## Mramorový sál
Mramorový sál ve 3.NP od otevření komplexu Lucerny slouží především pražským tanečním školám k výuce. První nájemkyní byla Madame Szynglarski (roz. Kasková) od r. 1921, poté velmi známá Červinkova taneční škola (taneční mistr Bohumil Červinka). Červinkova rodina držela v Lucerně také na stejném patře poměrně velký byt. Po 2. světové válce zde vyučoval taneční mistr Otakar Landa, od r. 1953 s Helenou Karasovou. Od r. 1964 to byla Taneční škola Lucerna manželů Heleny a Františka Karasových. Po smrti Františka Karase, v r. 2011, převzala výuku v Mramorovém sále Taneční škola Plamínek.
V Mramorovém sále visí dva velké rodinné portréty; na jednom je Hugo Vavrečka, na druhém Josefa Vavrečková, roz. Kolbingerová, dědeček a babička Václava a Ivana Havlových, z matčiny strany. 
Sál je občas využíván i pro jiné akce, rauty, večírky při premiérách v Kině Lucerna a pod.

## Kino Lucerna
Jedno z nejstarších dosud funkčních kin v Evropě, s kapacitou 453 míst k sezení. Otevřeno bylo 3. prosince 1909. Kinosál je vybaven digitální technologií 4K, umožňující též 3D projekci a zvukovou aparaturou Dolby Surround ve formátu 7.1.
Malý projekční sál  kina byl původně soukromou promítací místností spolumajitele Paláce Lucerna a zakladatele barrandovských ateliérů Miloše Havla (strýce prezidenta Václava Havla a jeho bratra, českého vědce Ivana M. Havla). Sloužil především pro privátní předpremiéry filmů společnosti Lucernafilm. Veřejnosti se otevřel až v roce 2013, má kapacitu 51 míst. 

## Pasáž
Palácem prochází známá pasáž, v místě rozvětvení pasáže před vchodem do kina Lucerna je zavěšena provokativní socha sochaře Davida Černého – plastika s názvem „Kůň“ z roku 1999, představující svatého Václava sedícího na břiše svého mrtvého koně. Původně byla umístěna na dolním konci Václavského náměstí. Tato socha byla instalována za podpory majitelky paláce, Dagmar Havlové, švagrové prezidenta Václava Havla, jež uzavřela s umělcem dohodu, podle níž má dílo viset v Pasáži Lucerna do té doby, dokud nebude v zemích Koruny české obnovena konstituční monarchie. Z rozvětvení pasáže (místní křižovatky pasáží) vychází směrem k Václavskému náměstí pasáž Rokoko, kde v bezprostřední blízkosti sídlí známé Divadlo Rokoko.
Lucerna je jedním z 26 pražských domů s funkčním páternosterem. Ten zdejší je umístěn naproti vchodu do Velkého sálu a projíždí šesti patry kancelářského traktu v jižní části objektu.

## Národní kulturní památka
Komplex je památkově chráněn: jako kulturní památka „palác Lucerna s přilehlými objekty“ je od roku 1976 chráněn komplex budov, který kromě Paláce Lucerna zahrnuje i budovy Paláce Rokoka čp. 794 na Václavském náměstí a tzv. Ledového paláce čp. 795 na nároží Václavského náměstí a Štěpánské ulice. Obě budovy jsou též označovány jako Šupichovy domy.
V roce 2017 byl Palác Lucerna prohlášen za národní kulturní památku.

## Fotogalerie

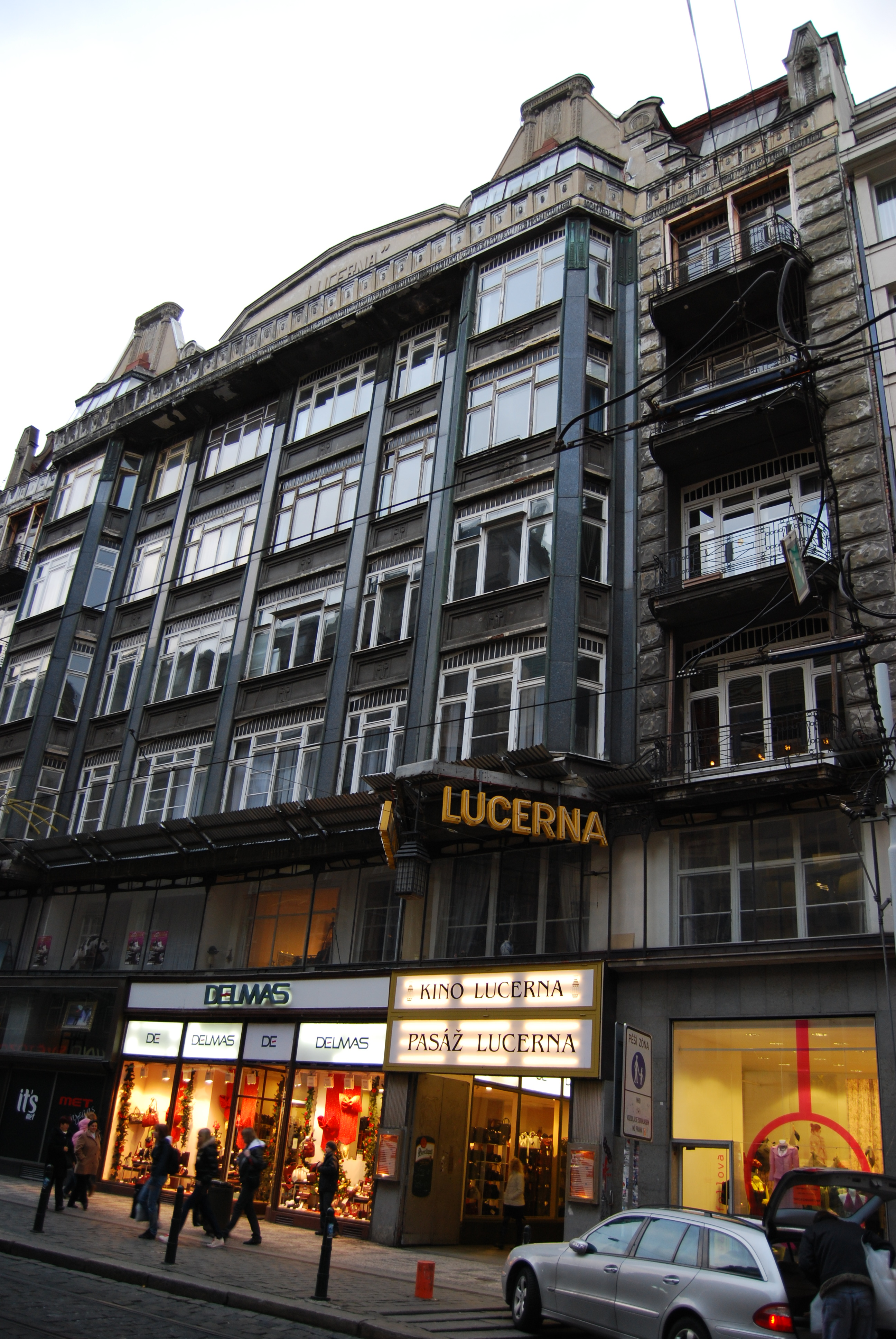
Pohled z Vodičkovy ulice
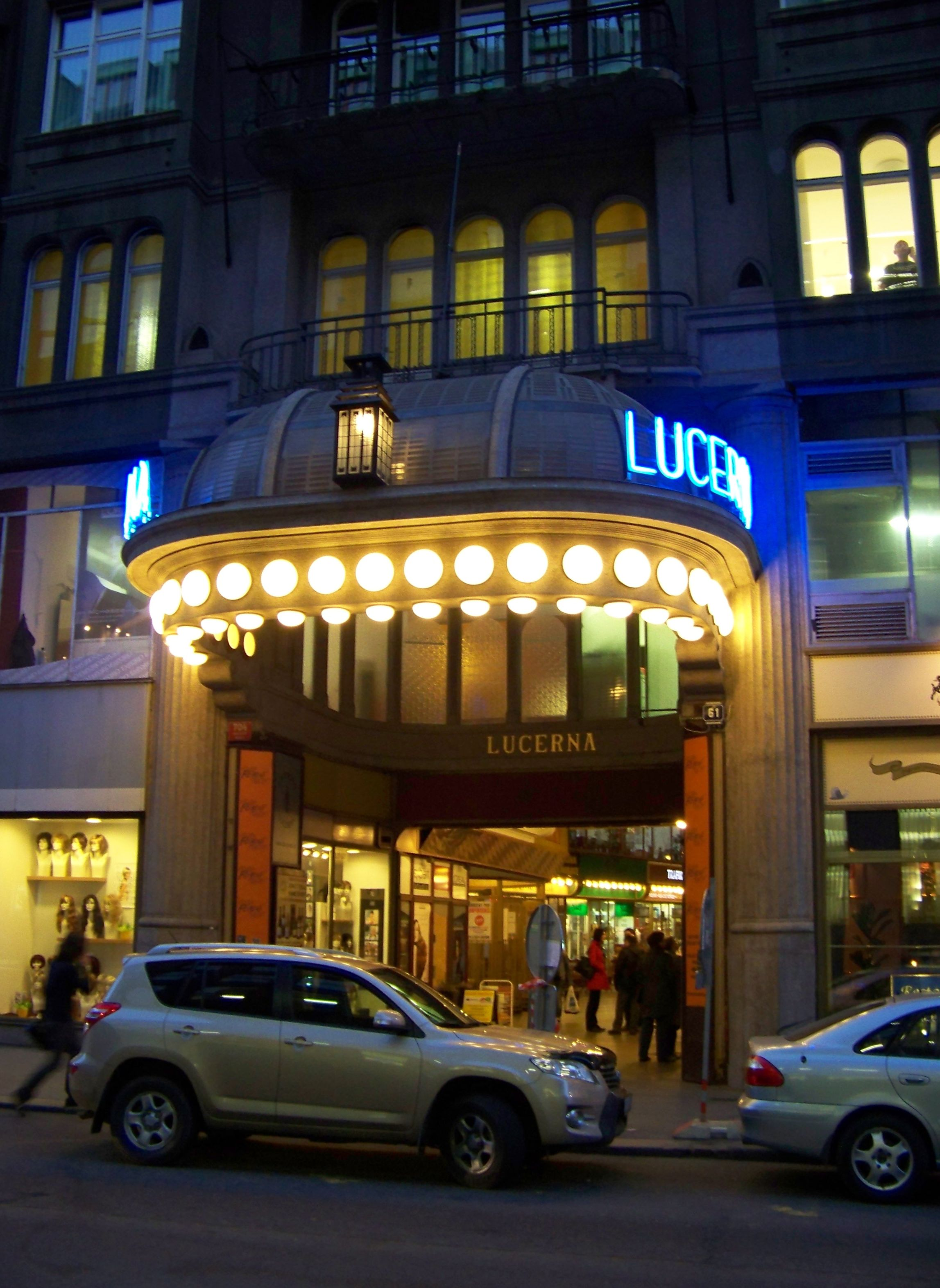
Vchod do pasáže ze Štěpánské ulice
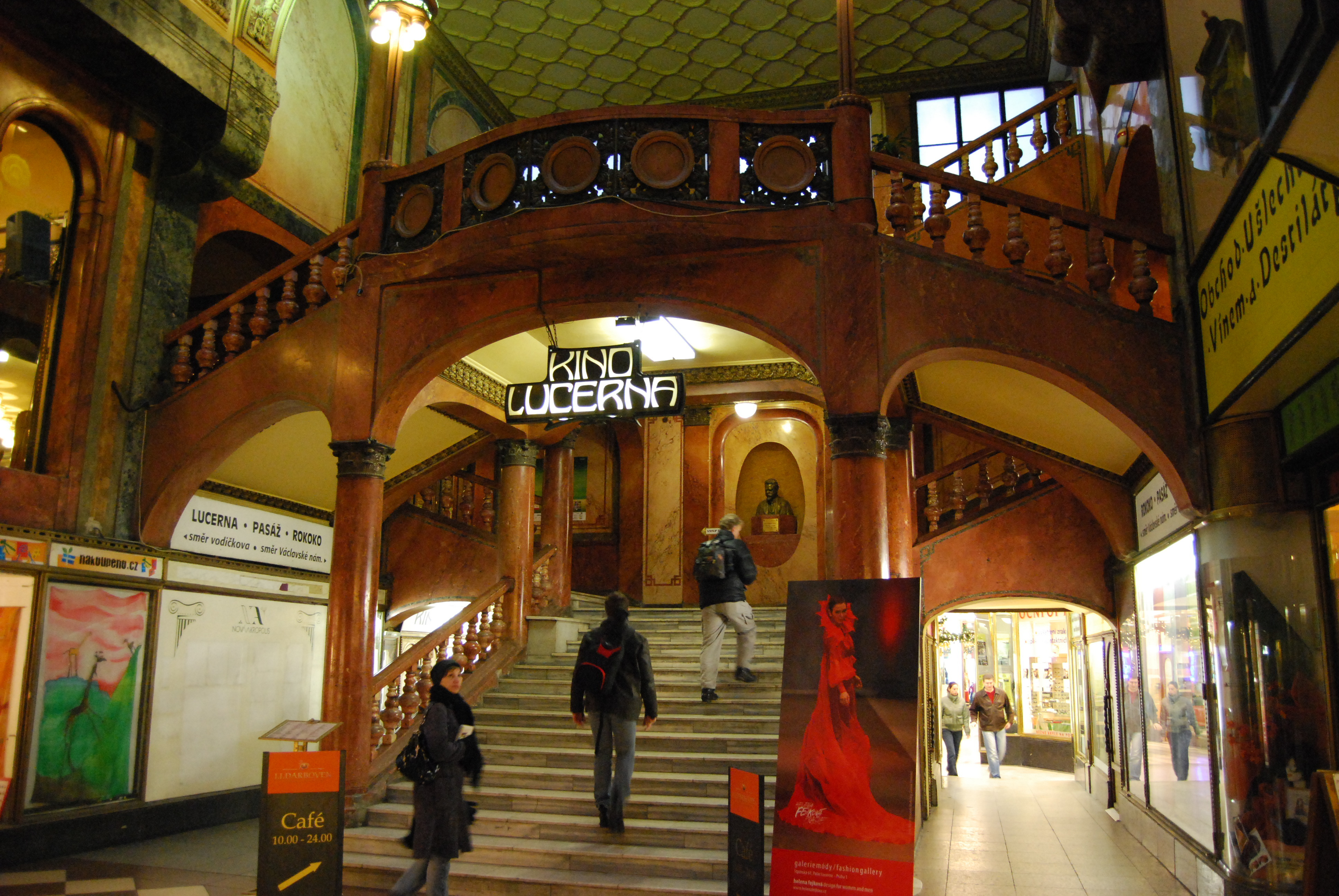
Vchod do kina
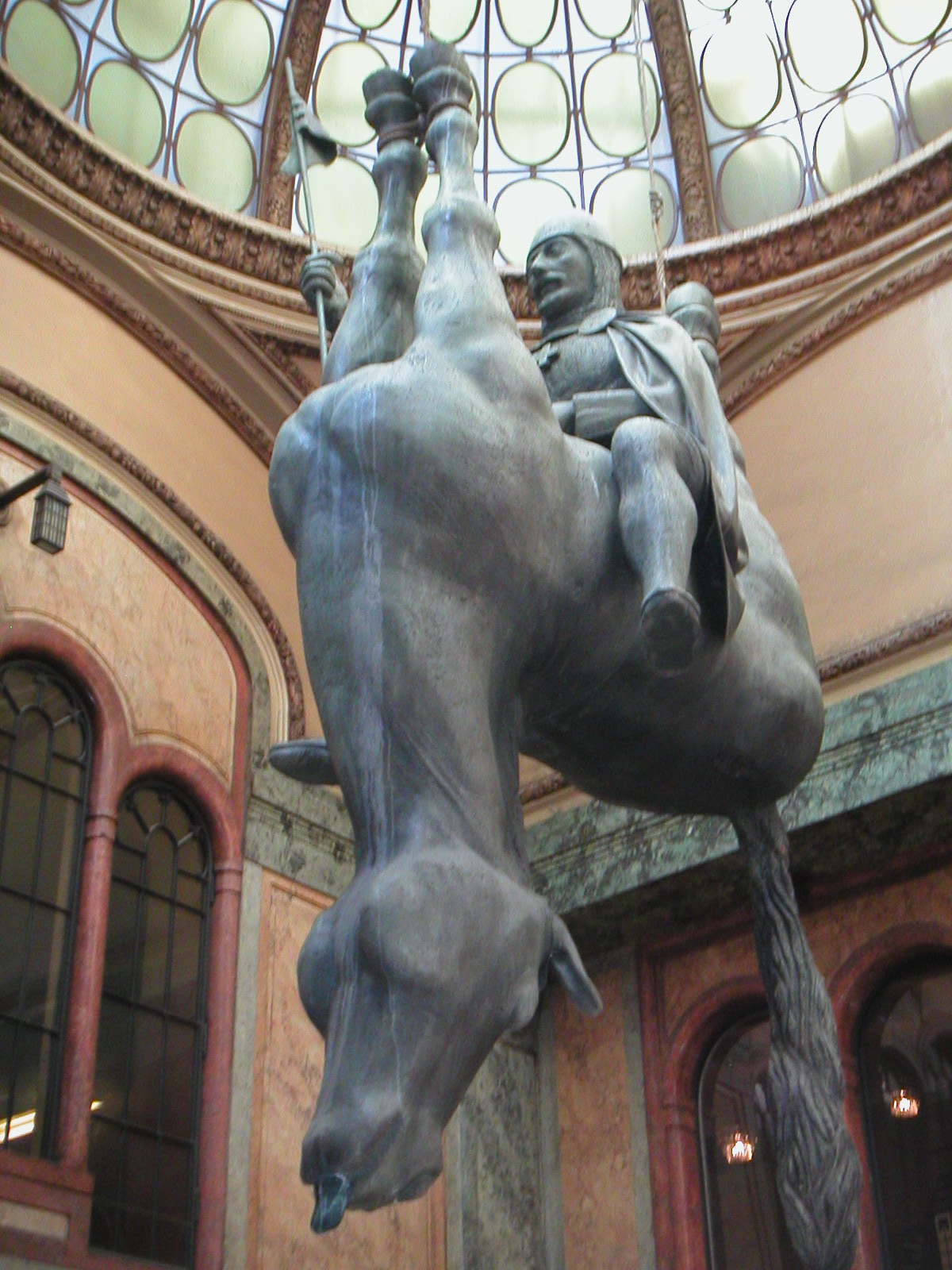
Provokativní socha Davida Černého v pasáži
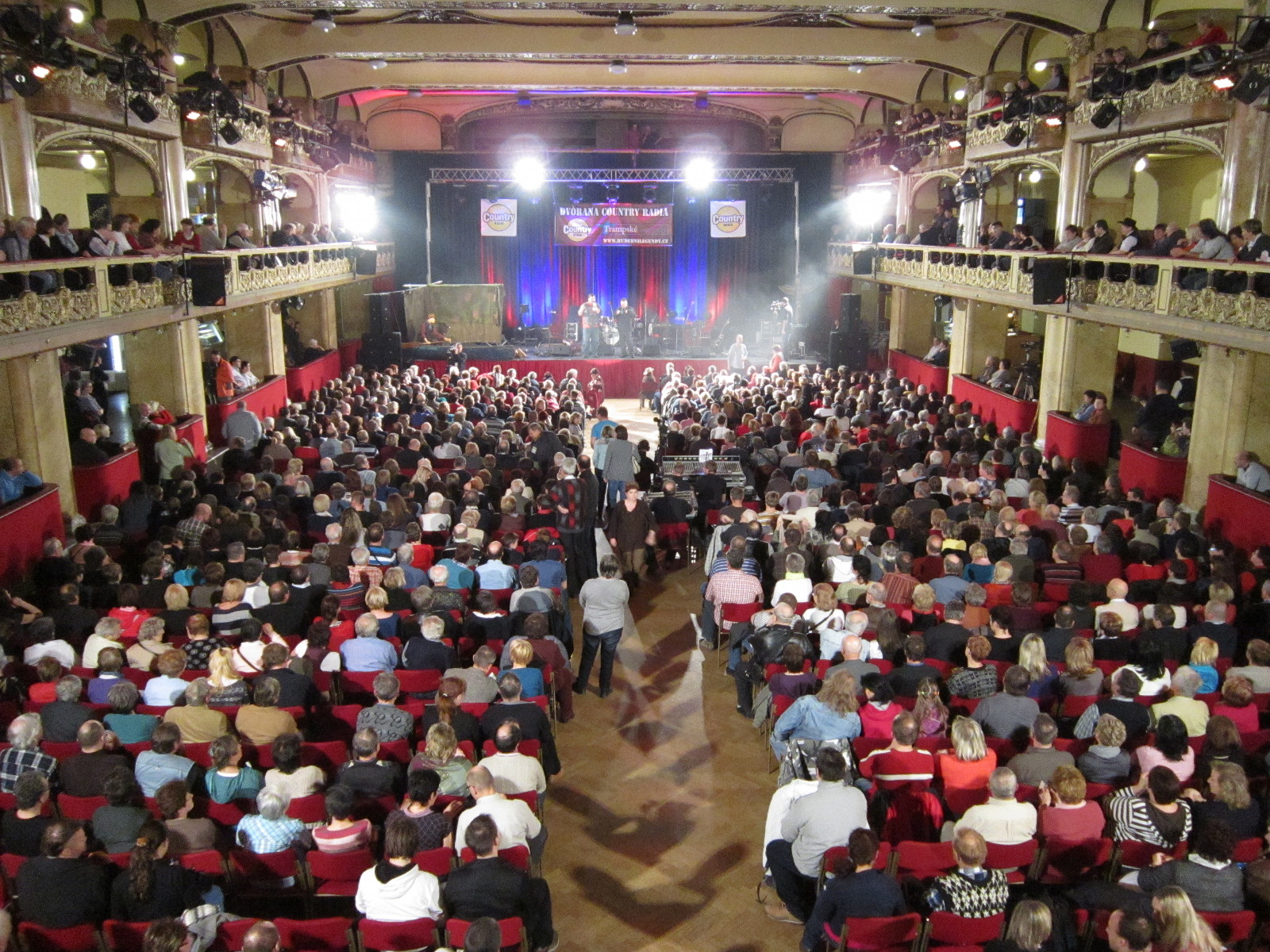
Velký sál Lucerny
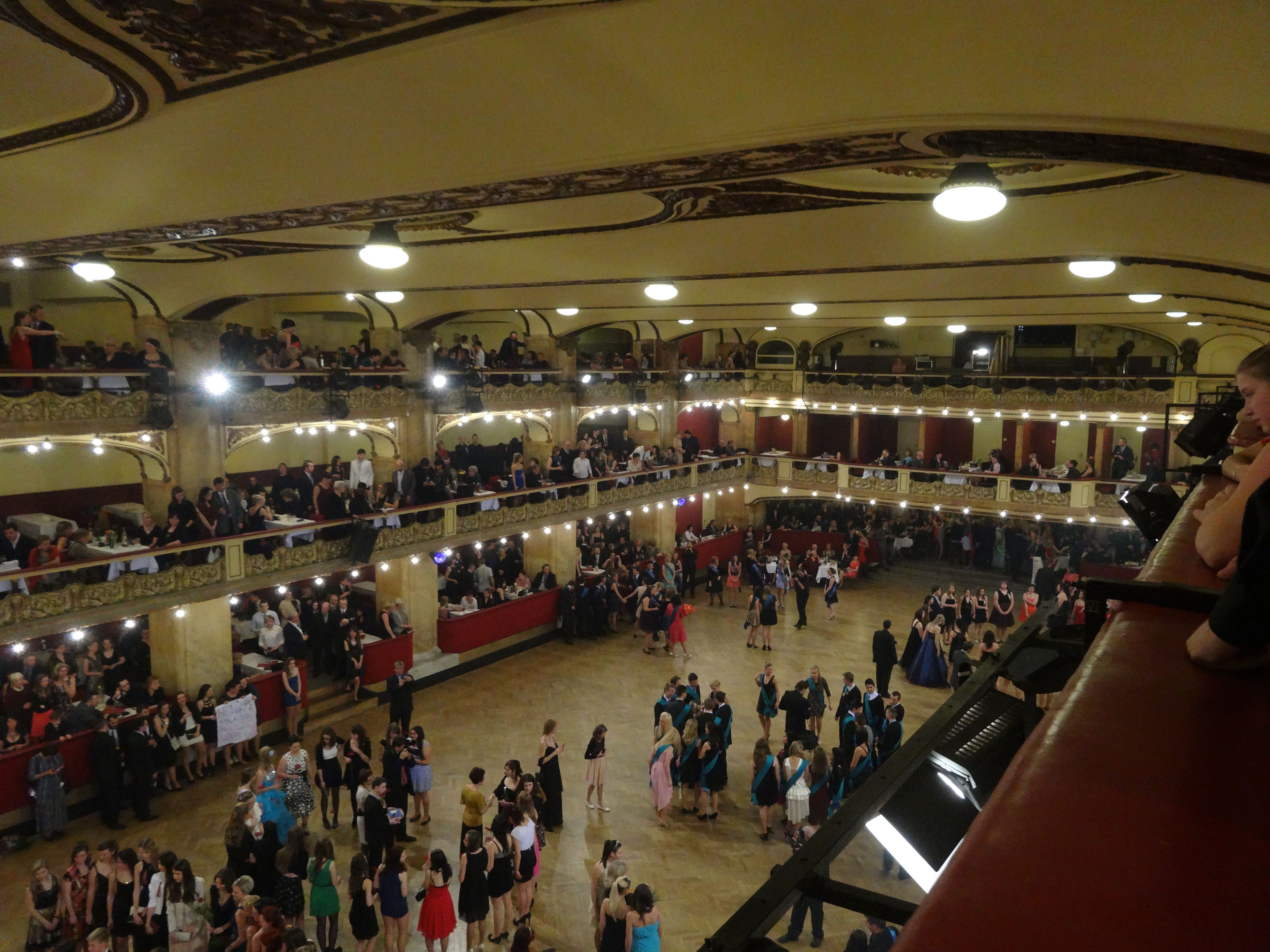
Maturitní ples v roce 2014
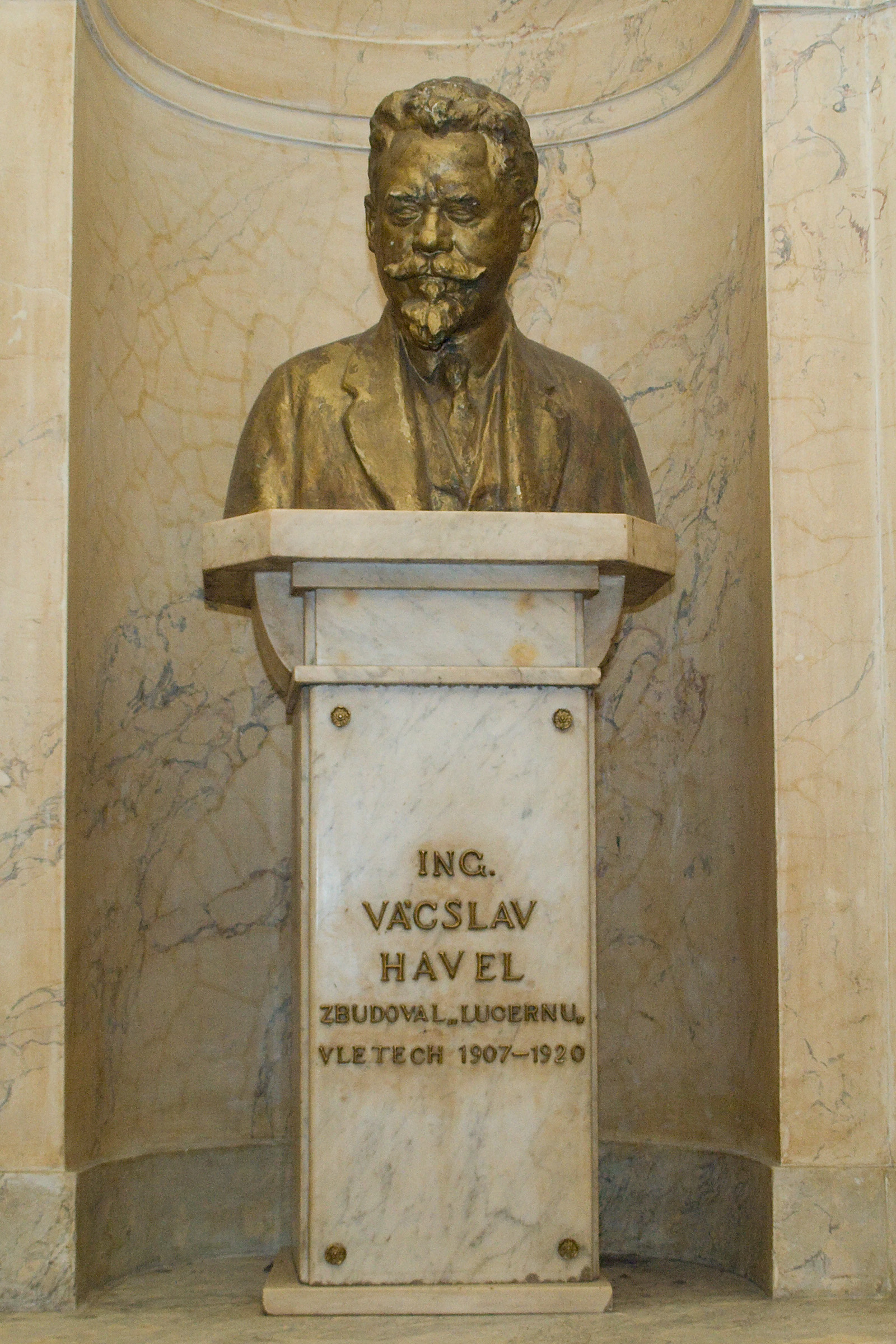
Busta zakladatele Lucerny Vácslava Havla od Jana Štursy
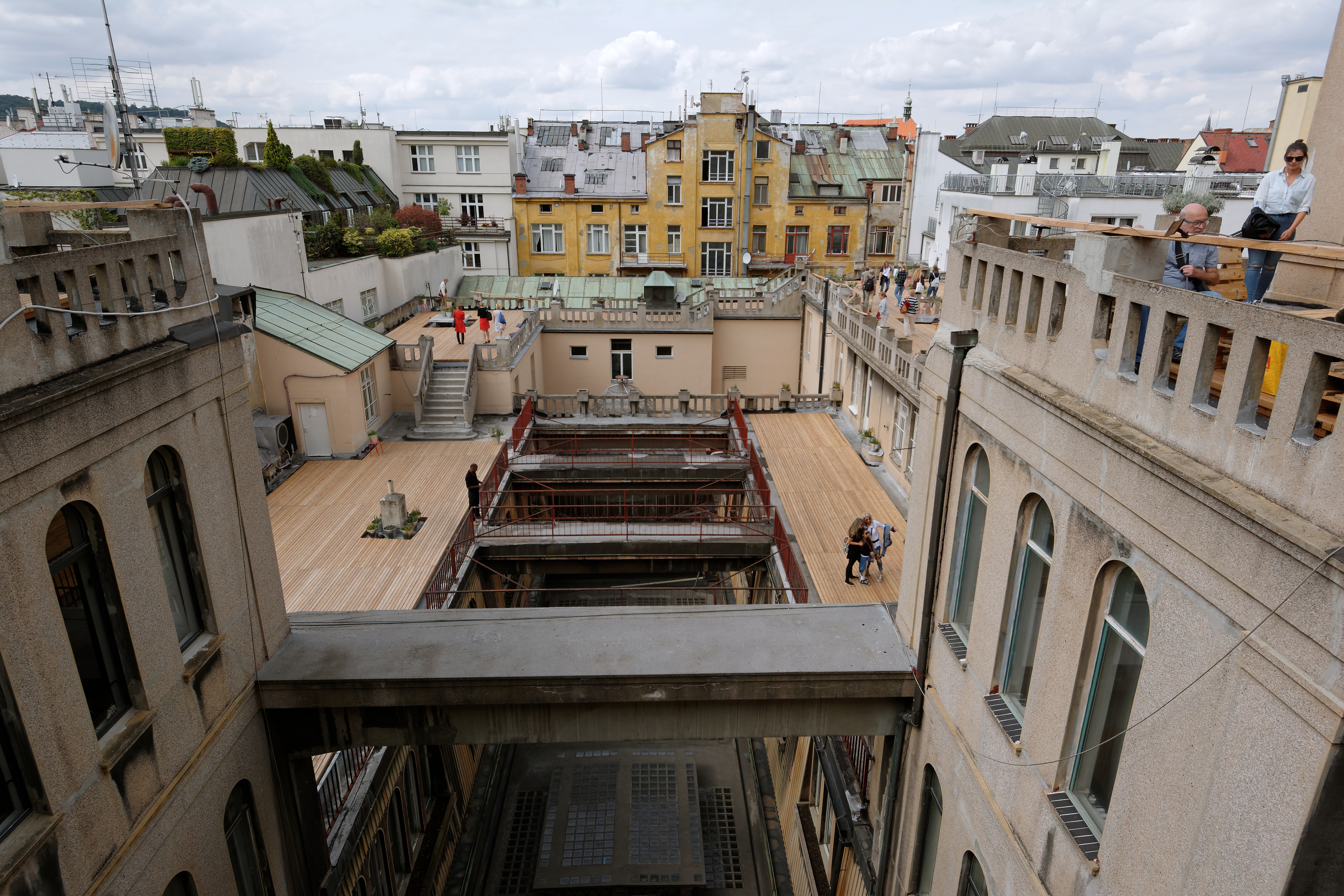
Střecha paláce
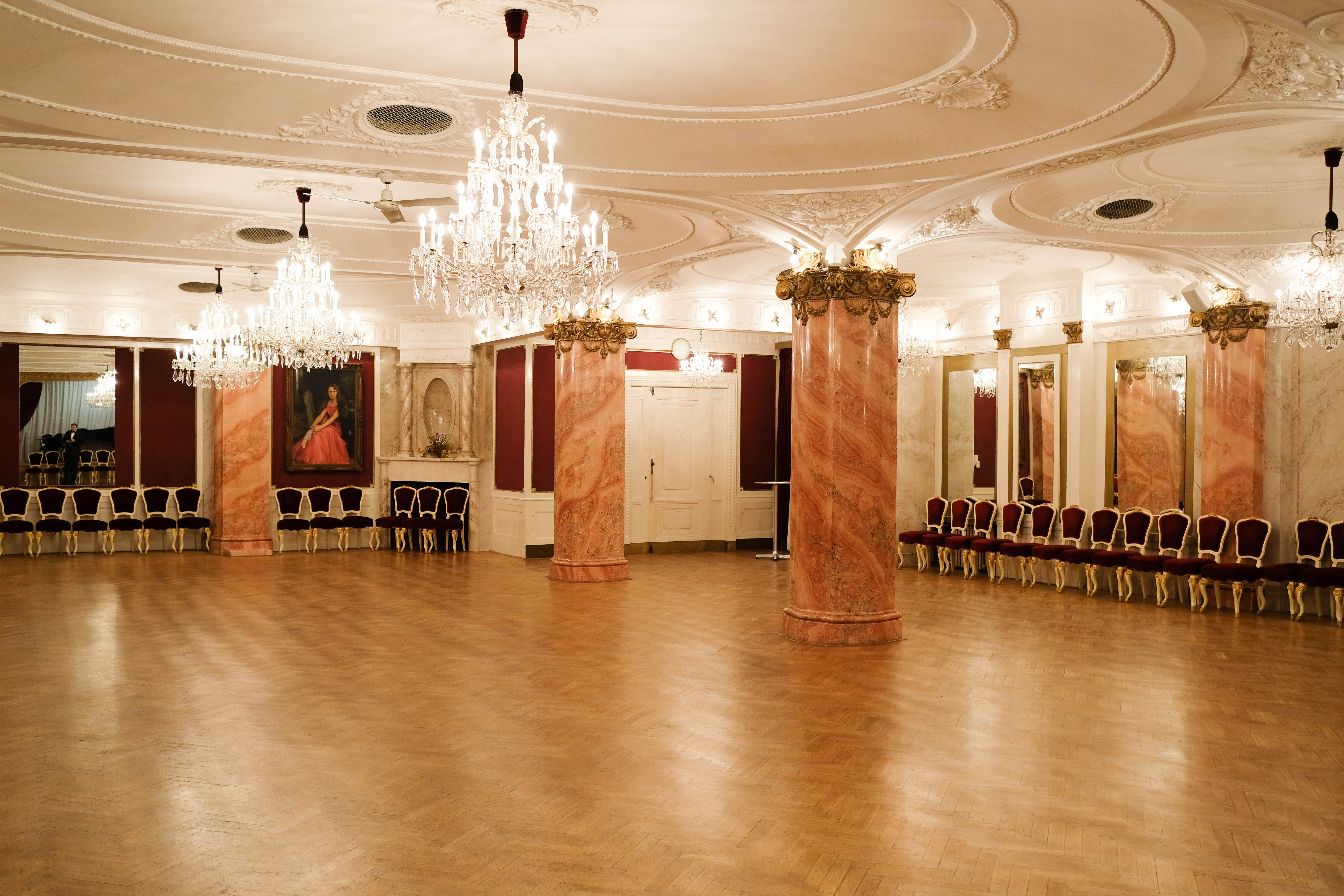
Mramorový sál Lucerny
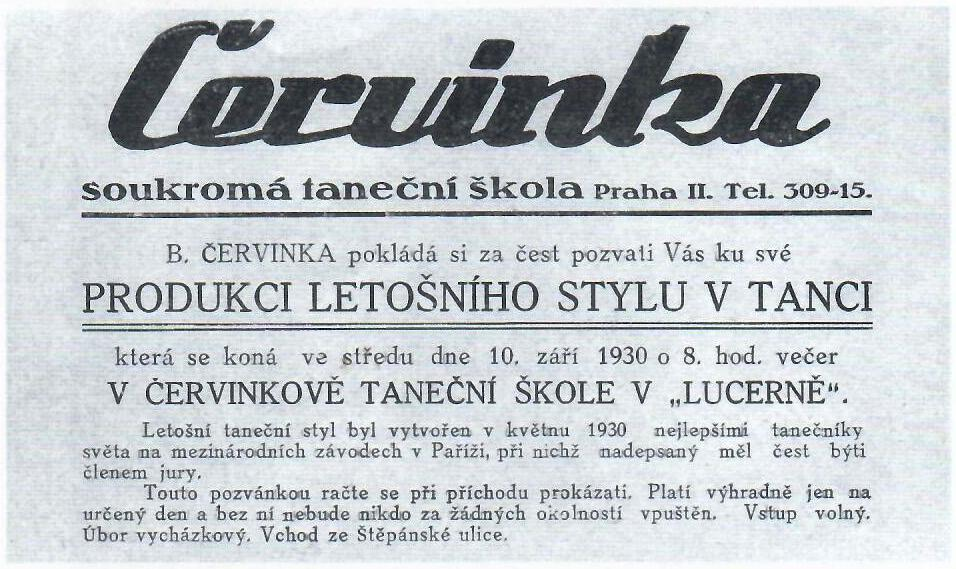
Pozvánka Červinkovy taneční školy v Lucerně z r. 1930
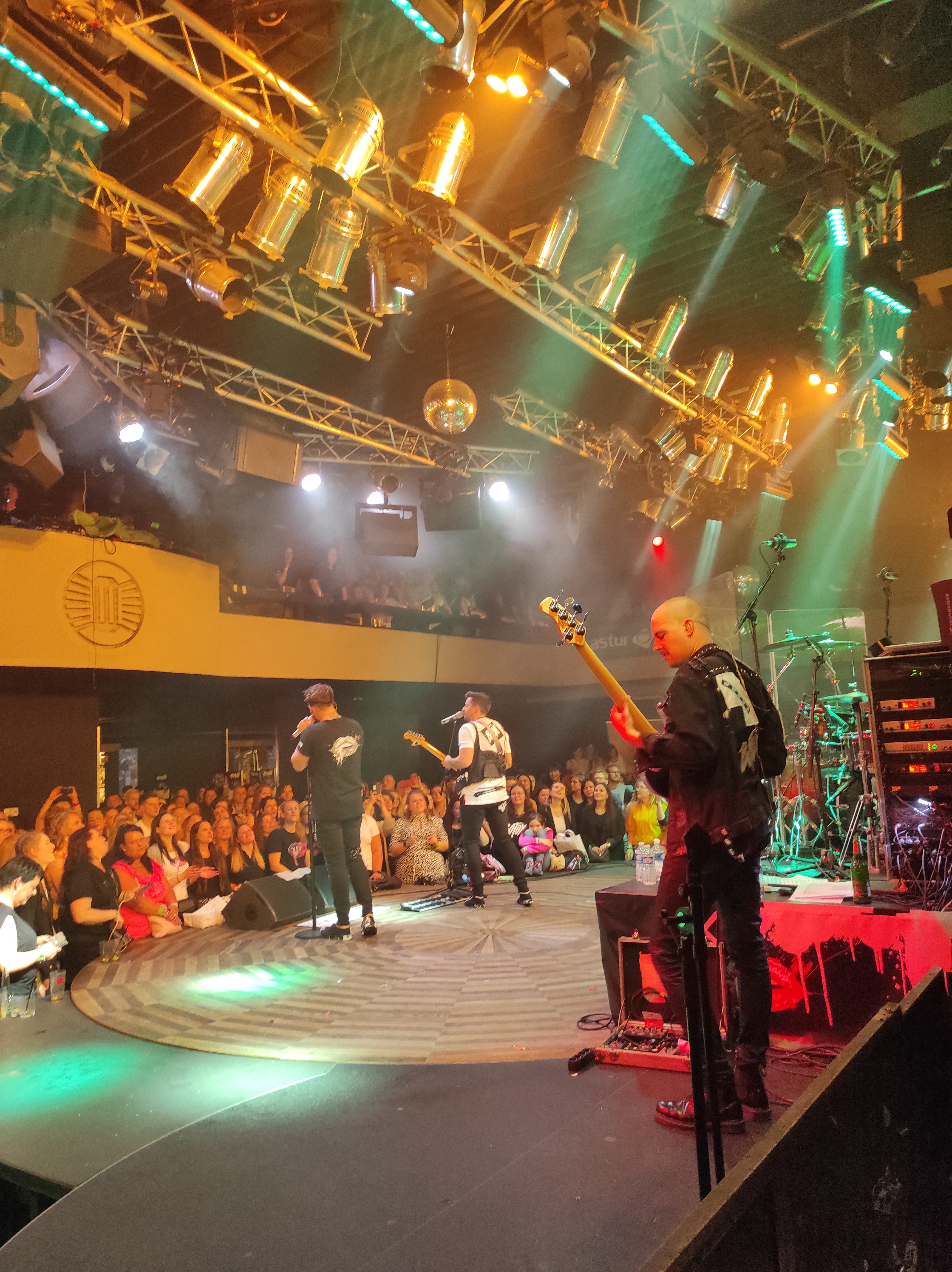
Lucerna Music Bar